# Charles Henry Lovell
Pour l’article homonyme, voir Lovell.
Charles Henry Lovell (12 novembre 1854-17 octobre 1916) est un marchand, agriculteur et homme politique fédéral du Québec.

## Biographie
Né à Barnston dans le Canada-Est, il étudia à l'Académie de Coaticook. Élu député du Parti libéral du Canada dans la circonscription fédérale de Stanstead lors d'une élection partielle déclenchée après le décès du député sortant et de son père Henry Lovell en 1908. Réélu en 1908 et en 1911, il meurt en fonction en 1916. 